# Człuchów
Pour la gmina, voir Człuchów (gmina).
Człuchów (Człëchòwò en cachoube, Schlochau en allemand) est une ville de Poméranie dans le Nord de la Pologne.

## Histoire

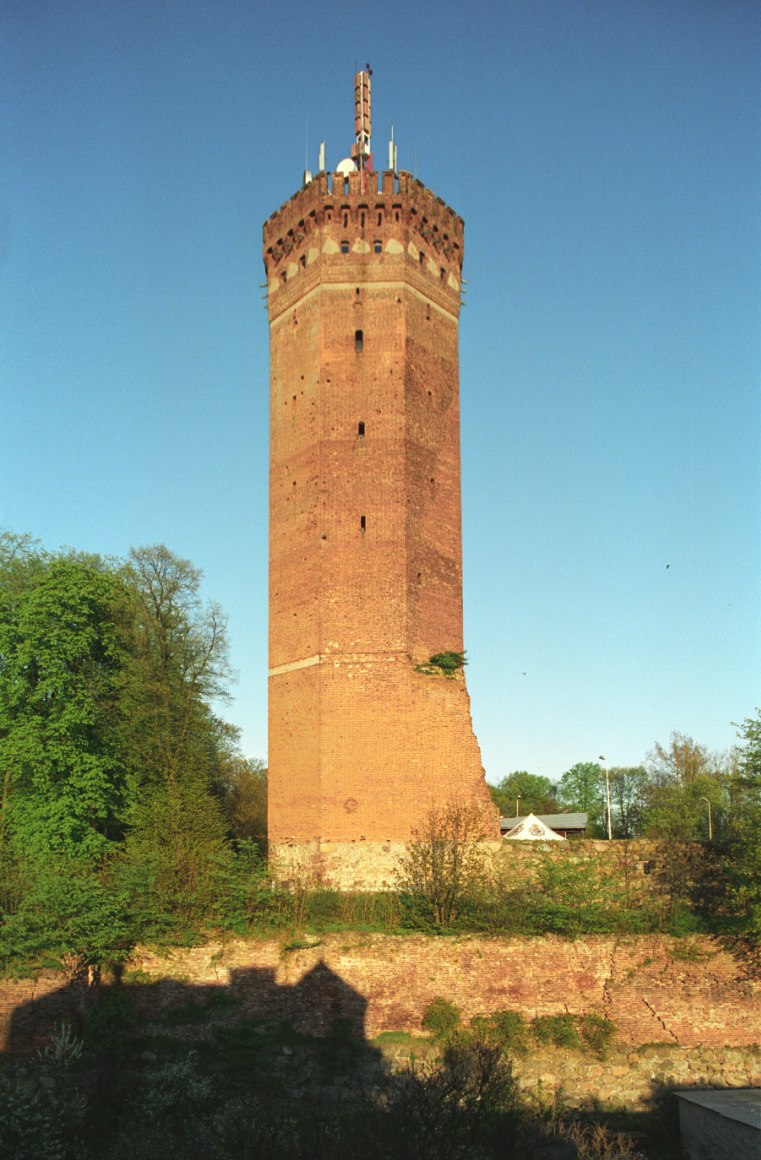
Vue du donjon du château de Schlochau

L'endroit est peuplé au XIIIe siècle de paysans poméraniens. Le fils du seigneur, ou voïvode, de Kalisz, Nicolas de Poniec, vend ce territoire aux chevaliers teutoniques en 1312, pour 250 marks d'argent. Les chevaliers y font construire de 1325 à 1365, à l'est, un château fort, dénommé Schloss Schlochau, entouré de trois enceintes. C'est la forteresse la plus importante de la région après celle de Marienbourg. Il n'en reste aujourd'hui qu'une tour.
L'endroit est situé sur une route commerciale et stratégique vers Dantzig et les habitants affluent, si bien que le grand-maître de l'Ordre teutonique, Heinrich Dusemer von Arfberg, lui accorde en 1348 les privilèges de ville, selon le droit de Culm. L'Ordre est battu par les Polonais à la Guerre de Treize Ans et Schlochau entre en 1466 dans la partie prussienne vassale de la Pologne, dite Prusse royale. C'est alors que la couronne de Pologne y installe un certain nombre de juifs (descendants surtout de juifs expulsés d'Espagne) qui fondent un quartier entouré de murs au nord de la ville. La population est cependant majoritairement allemande, ce qui explique qu'en 1550 la ville de Schlochau adopte le luthéranisme. Toutefois les autorités polonaises décident de mettre en place une contre-réforme pour redonner sa place au catholicisme. Il y avait quarante-cinq maisons à Schlochau à la fin du XVIe siècle. L'armée suédoise envahit la petite ville pendant la guerre polono-suédoise de 1655 à 1657, et elle est gravement endommagée.
Le jeune royaume de Prusse obtient la région en 1772, et c'est ainsi que Schlochau entre dans ce nouvel État qui va catalyser les énergies. Elle est modernisée et reconstruite (145 maisons) après des incendies à la fin du XVIIIe siècle sous le règne de Frédéric-Guillaume II et l'on se sert des ruines du château fort. La Prusse réforme son administration et se réorganise après le congrès de Vienne. La ville de Schlochau fait partie de l'arrondissement du même nom qui entre dans le district de Marienwerder, administré par la province de Prusse-Occidentale.
Une nouvelle église luthérienne-protestante est construite entre 1826 et 1828 par Karl Friedrich Schinkel et son clocher est constitué de l'ancien donjon. Les années suivantes font venir la prospérité grâce à la route de Berlin à Königsberg qui y passe en 1838 et surtout en 1878, grâce à la ligne de chemin de fer de Neustettin à Conitz. Un certain nombre d'ateliers, de fabriques et de commerces s'installent dans le faubourg à l'est de la gare. Les rues principales sont éclairées au gaz à partir de 1844, un hôpital ouvre en 1865 et une agence de caisse d'épargne régionale en 1871.
Schlochau, majoritairement allemande, décide de rester dans l'État libre de Prusse, après le référendum de 1920, alors que des parties de l'ancienne Prusse-Occidentale choisissent la nouvelle Pologne (comme les arrondissements du fameux couloir de Dantzig). La frontière polonaise se trouve désormais à moins de dix kilomètres à l'est de la ville. Le commerce et l'industrie coupés de son arrière-pays et de ses anciens clients et partenaires commerciaux en souffrent, car des barrières douanières et des contrôles empêchent la libre-circulation des biens et des personnes, entre un pays humilié par le traité de Versailles et tourné vers le redressement économique, après les années noires de l'inflation, et un pays mené aussi par une main de fer, mais tiraillé par la crise et la situation à l'est de ses frontières.
Cependant Schlochau connaît un afflux de population, un stade et un complexe sportifs sont construits, ainsi qu'un musée régional, tandis que la ville fait partie de l'administration de la nouvelle Marche de Posnanie-Prusse-Occidentale, avant de rejoindre la province de Poméranie en 1938. La ville souffre peu des dommages de guerre, mais la situation change à partir de l'automne 1944, alors que le front de l'est se rapproche. Une partie de la population est évacuée plus à l'ouest. Finalement l'Armée rouge fait son entrée à la fin de janvier 1945 dans la région et dans une ville dont la majorité de la population a fui. Schlochau est saccagée le 17 février 1945, alors que le régime national-socialiste s'effondre sous les bombes des vainqueurs. 60 % de la ville sont détruits. La population allemande restante est expulsée, son nom est officiellement changé en Człuchów et des populations polonaises chassées de l'est y sont installées, selon les décrets Bierut, conformément aux vues de Staline. C'est ainsi que la Pologne se trouve agrandie grâce aux Soviétiques, voulant définitivement faire disparaître toute influence allemande, puis occidentale.

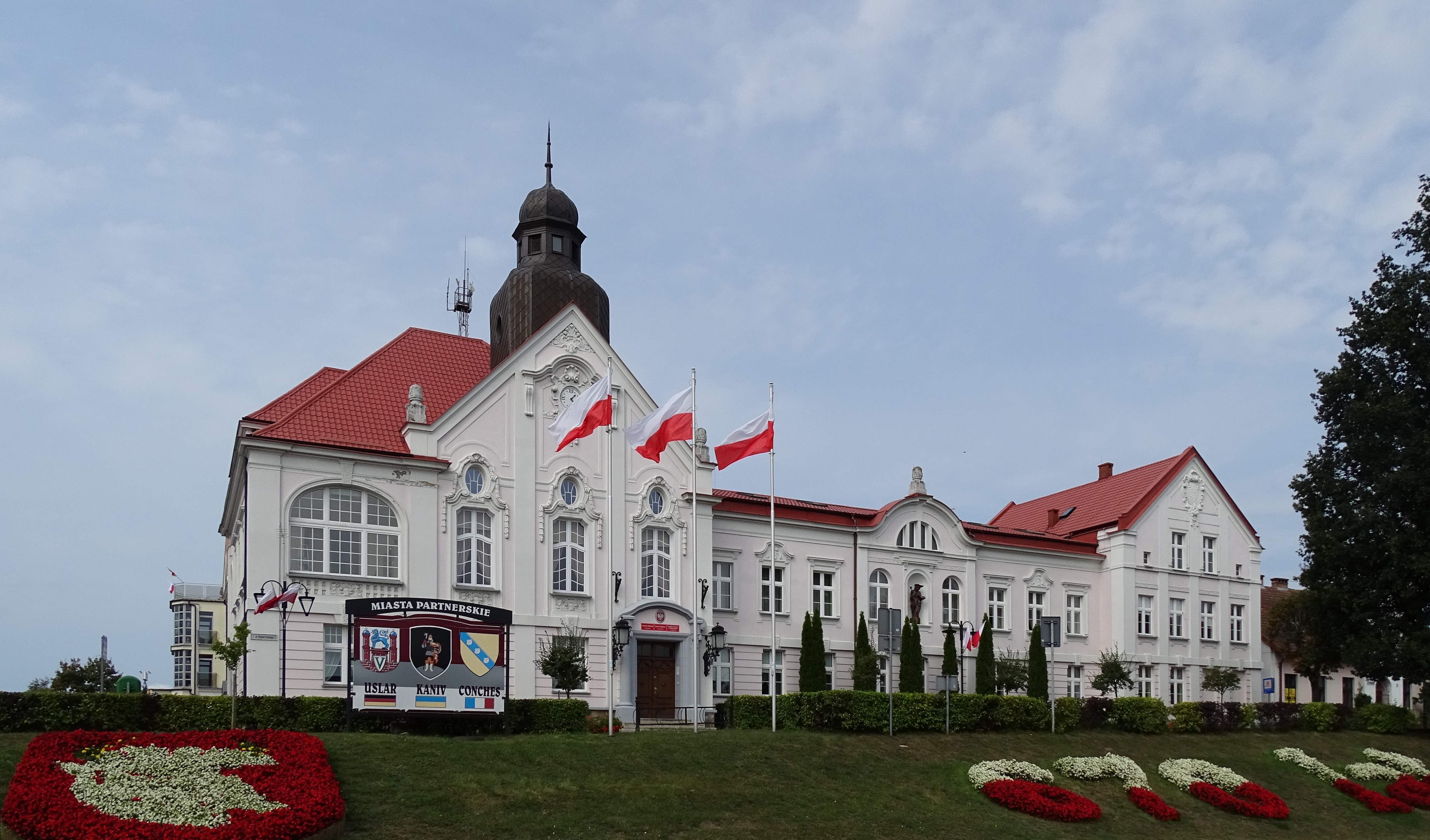
Mairie.
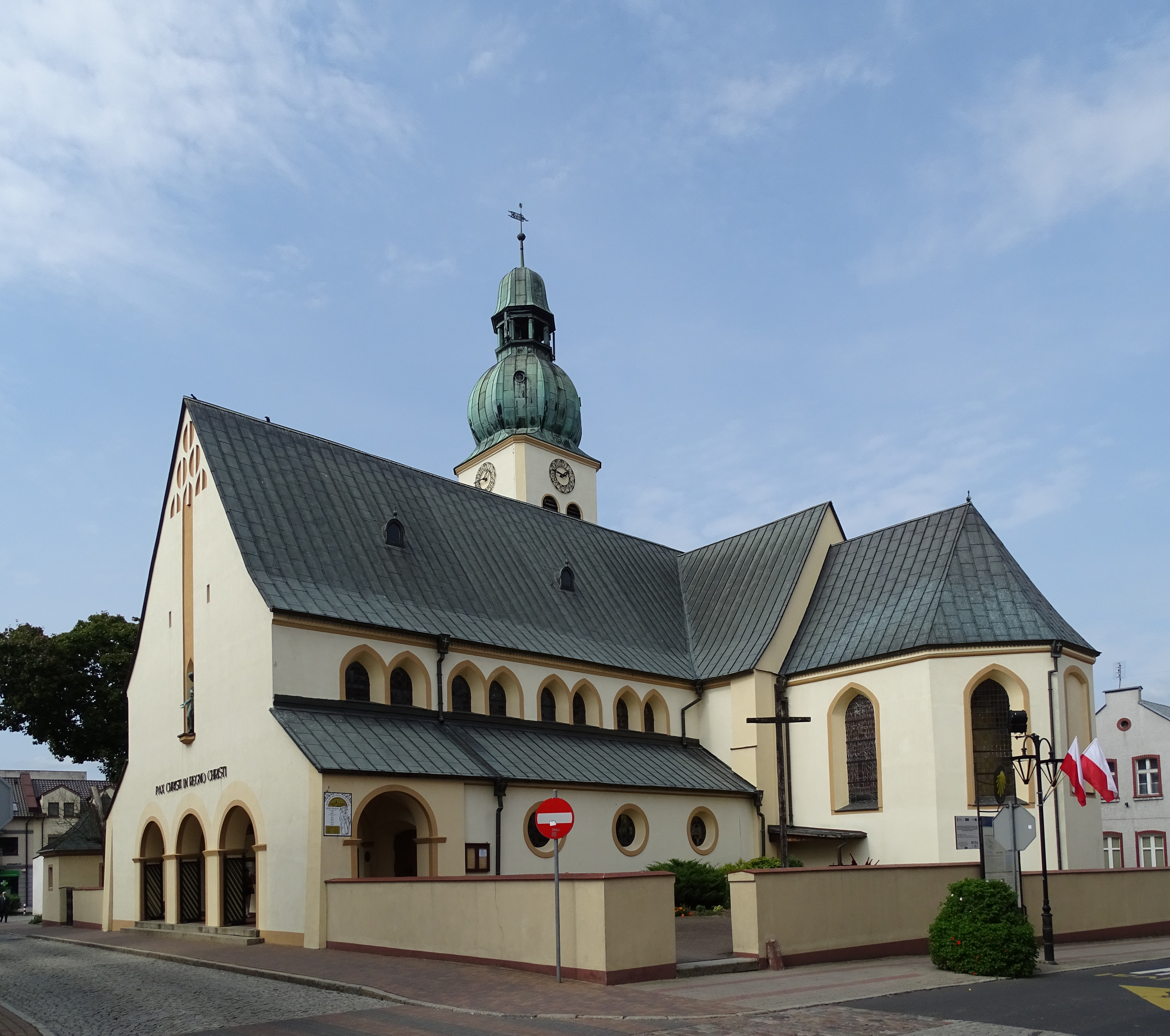
Eglise de Saint James.
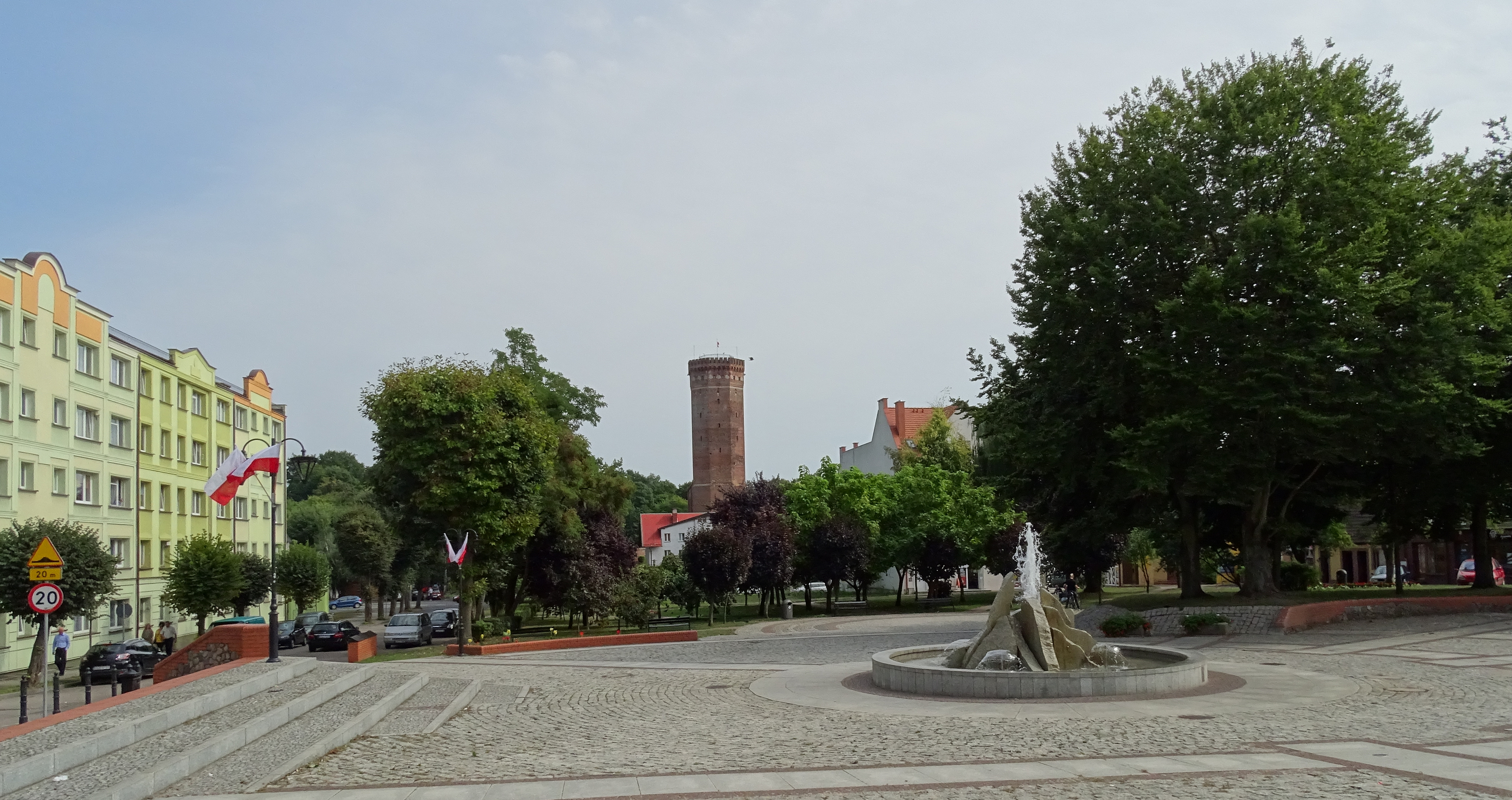
La place du marché avec la tour du château visible.

## Personnalités
- Friedrich Kasiski (1805-1881), officier prussien, archéologue et cryptologue